# Сентурион, Пабло
Пабло Сентурион (исп. Pablo Centurión; 1926 — неизвестно) — парагвайский футболист, вратарь. Участник чемпионата мира 1950 года.

## Биография
Пабло Сентурион родился в 1926 году.
Играл в футбол на позиции вратаря. В 1950 году выступал в чемпионате Парагвая за «Серро Портеньо» из Асунсьона. 
По окончании сезона-50 перебрался в Колумбию, где выступал до конца карьеры. В 1951 году защищал цвета «Бока Хуниорс» из Кали.
В 1958—1964 годах выступал за «Мильонариос», провёл 156 матчей. В его составе трижды становился чемпионом страны (1961—1963). Выиграв трижды подряд титул, «Мильонариос» в 1963 году получил за это Кубок Колумбии, который тогда был почётным, а не турнирным трофеем.
В 1964—1965 годах играл за «Атлетико Насьональ», сыграл 30 матчей.
В 1965—1967 годах защищал цвета «Индепендьенте Санта-Фе», провёл 59 поединков.
За карьеру провёл 15 матчей в Кубке Либертадорес, пропустил 19 мячей.
В 1950 году вошёл в состав сборной Парагвая на чемпионате мира в Бразилии, но не выходил на поле. 
Дата смерти неизвестна.

## Достижения

### Командные
«Мильонариос»
- Чемпион Колумбии (3): 1961, 1962, 1963.
- Обладатель Кубка Колумбии (1): 1963.